# シンガポールのビール
シンガポールのビールでは、シンガポールで製造および輸入されるビールの概要について記す。

## 概要
シンガポールでのビールの商業醸造の歴史は、イギリスの植民地であった19世紀半ばにさかのぼる。
1931年4月、シンガポールの最初の商業醸造所であるマレー醸造所（MBL:Malayan Breweries）が、地元でソフトドリンクを生産していFraser and Neaveとオランダのハイネケングループとの合弁会社として設立された。
Alexandra Roadにある同社の最初の醸造所は、1932年10月に操業し、タイガービールの生産を開始した。

1931年7月、ドイツの醸造所であるBeck's Breweryがシンガポールとバタビア（現・ジャカルタ）の両方に醸造所を建設しバタビアにArchipel Brouweriji Compagnie（Archipelago Brewery）を設立した。
1933年11月、Archipelago Breweryは、Anchor Beerを生産するAlexandera Roadにある醸造所から操業を開始した。
第二次世界大戦の発生に伴い、イギリスは1939年、敵対貿易法 (1939年)の下、Archipelago Breweryを併合した。
1941年1月、Malayan Breweriesが新会社であるArchipelago Brewery Company（1941）Limitedを設立し、醸造所を購入した。
両社の醸造所での操業は、1942年2月に日本がシンガポールを侵略することで終了した。
日本はその後、すべての生産施設を没収し、大日本麦酒に醸造所でビールを生産するよう指示した。
1945年9月、イギリスがシンガポールを解放した直後に、マレーシア醸造所の運営が再開された。
1990年、アジア太平洋醸造所（APB:Asia Pacific Breweries）に改名された。
主な国内ブランドは、1932年以来、APBによって醸造されたタイガービールである。
APBはまた、ハイネケンラガービールを親会社のライセンスの下で醸造している。
その他の注目すべきブランドは、Anchor、Baron’s Strong Brew、ABC Extra Stoutである。

## マイクロブルワリー
2000年代半ば以来、シンガポールは数多くマイクロブルワリーが設立されている。
現在、国内には15以上の醸造所がある。
- Brewerkz Microbrewery and Restaurants (established in 1997)
- Archipelago Brewery（英語版） (2006)
- RedDot Brewhouse (2007)
- LeVel33 (2010)
- AdstraGold Microbrewery (2010)
- Paulaner Brauhaus
- Starker Fresh Beer
- The 1925 Microbrewery & Restaurant
- Little Island Brewing Company (2015) OnTap (2015)
- Innocence (2016)
- Hospoda (2016)

クラフトビールのシェアは、シンガポールのビール市場の2％以下に過ぎない。

## ビールフェスティバル
Beerfest Asiaは毎年6月にシンガポールで開催される。
2008年に初めて開催され、3万人以上のビール愛好家が集まった。
このフェスティバルでは、世界中の35社以上の出展者からの500以上のビールとサイダーが登場する。
Asia Beer Awardsは2008年に設立され、2013年までBeerfest Asiaと共同で運営していた。
この賞は2016年に再開された。
アジアビール賞は、アジアで開催される最大のビール賞で、160ビールが15のカテゴリーで競う。

## ギャラリー

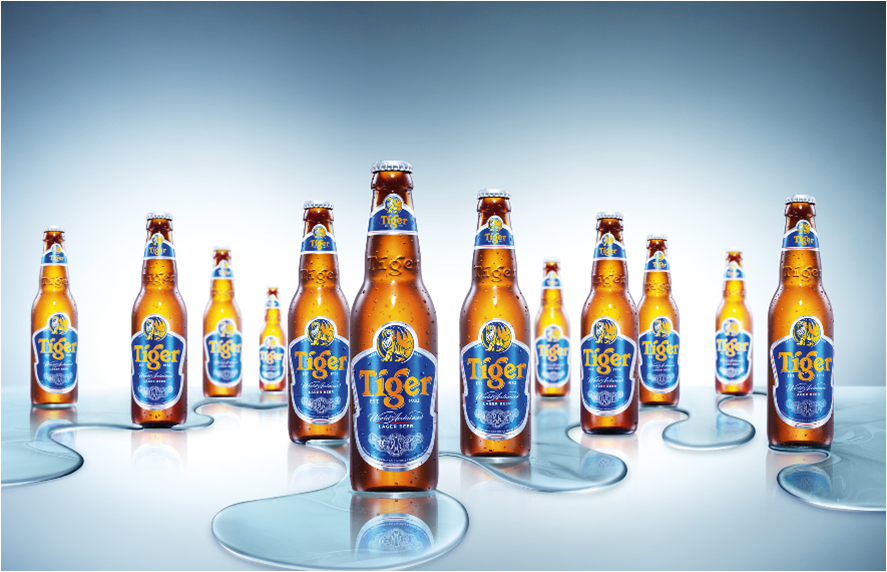
タイガービール